# 好中球減少症
好中球減少症（こうちゅうきゅうげんしょうしょう、Neutropenia）は、血液中の好中球（白血球の一種）の濃度が異常に低い状態である。好中球は、循環する白血球の大部分を占め、血液中の細菌や細菌の断片、免疫グロブリンが結合したウイルスを破壊することで、感染症に対する主要な防御機能を果たしている。好中球減少症の患者は、細菌感染症に罹り易く、迅速な治療を受けなければ、生命を脅かす状態になる危険性がある（好中球減少性敗血症）。
好中球減少症は、先天性と後天性に分けられる。重症先天性好中球減少症（SCN）と周期性好中球減少症（CyN）は常染色体優性遺伝で、ほとんどがELANE 遺伝子（好中球エラスターゼ）のヘテロ接合性変異によって引き起こされる。好中球減少症には、急性（一時的）のものと慢性（長期的）のものがある。この用語は、「白血球減少症」と同じ意味で使われることがある。
好中球の産生低下は、ビタミンB12や葉酸の欠乏、再生不良性貧血、腫瘍、薬剤、代謝性疾患、栄養不足、免疫機構などと関連している。一般的に、好中球減少症の最も一般的な口腔症状は、潰瘍、歯肉炎、歯周炎である。無顆粒球症は、炎症の徴候を伴わない口腔内の白っぽいまたは灰色がかった壊死性潰瘍として現れる事がある。後天性無顆粒球症は、先天性のものよりもはるかに多く見られる。後天性無顆粒球症の原因としては、薬剤（非ステロイド性抗炎症薬、抗てんかん薬、抗甲状腺薬、抗生物質）やウイルス感染などが挙げられる。無顆粒球症の死亡率は7～10％である。これに対処するには、顆粒球コロニー刺激因子（G-CSF）または顆粒球輸血の適用と、細菌感染から守る為の広域スペクトル抗生物質の使用が推奨される。

## 徴候・症状

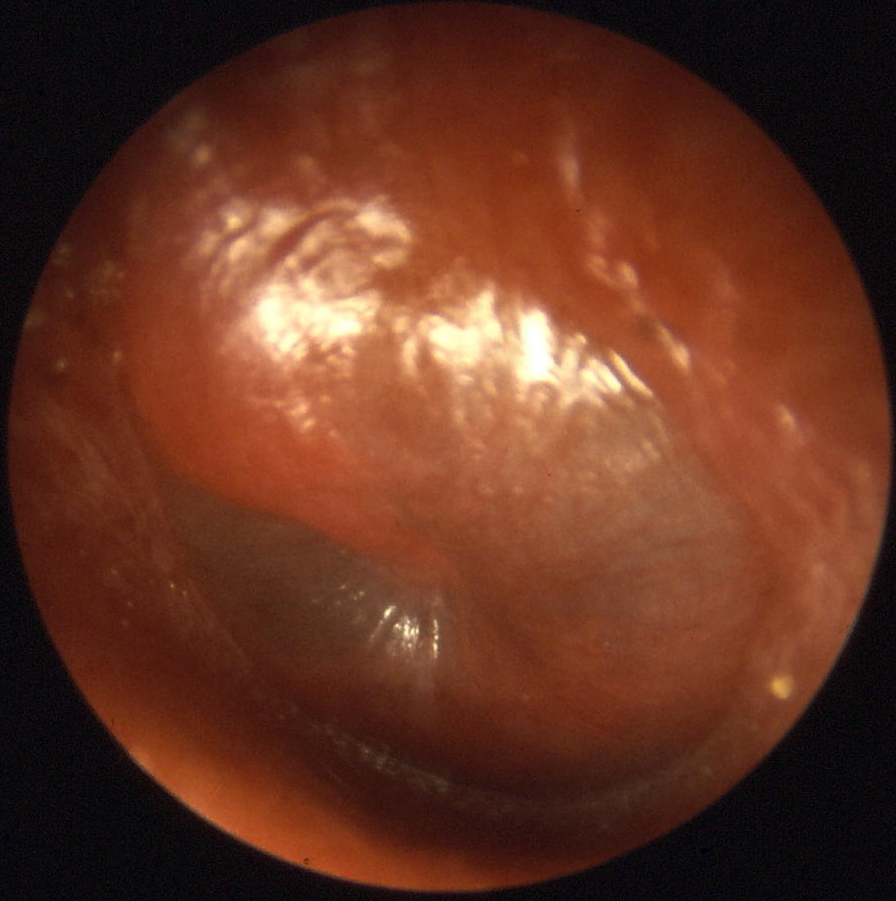
Otitis

好中球減少症の徴候や症状には、発熱、嚥下痛、歯肉痛、皮膚膿瘍、耳炎などがある。これらの症状は、好中球減少症の人が感染症に掛かる際に見られる。

子供の場合は、易怒性、嚥下障害といった症状が見られる。更に、低血圧症も観察されている。

## 成因

ビタミンB_{12}

好中球減少症の原因は、一過性のものと慢性的なものに分けられる。
- 慢性好中球減少症：
  - 再生不良性貧血[13]
  - エヴァンズ症候群（英語版）[14][15]
  - フェルティ症候群
  - 全身性エリテマトーデス[16]
  - HIV感染/AIDS
  - 糖原病
  - コーエン症候群（英語版）[17]
  - 先天性免疫障害（ELA2（英語版） 遺伝子変異、GATA2 欠損症（英語版）など）
  - バース症候群（英語版）
  - 銅欠乏症[18]
  - ビタミンB12欠乏症[19]
  - ピアソン症候群（英語版）
  - ヘルマンスキー・パドラック症候群（英語版）
- 一過性好中球減少症：
  - 腸チフス[20]
  - 結核[21]
  - がん化学療法[22][23]
  - サイトメガロウイルス感染[24]
  - インフルエンザ[2]
  - HIV感染[2]
  - プロピルチオウラシル
  - レバミゾール
  - ペニシラミン[25]
  - スルファメトキサゾール・トリメトプリム[26]
  - クロザピン[27]
  - バルプロ酸塩[28]
  - 予防接種[29]
  - ベネトクラクス[30]

先天性好中球減少症の他の原因としては、シュワッハマン・ダイアモンド症候群、周期性好中球減少症、骨髄不全症候群、軟骨毛髪低形成症、細網異形成症などがある。
重度の細菌感染症、特に血液疾患やアルコール依存症の患者の場合は、好中球が枯渇し、好中球減少症になる事がある。細菌感染症の60から70%はグラム陽性菌が占めている。抗生物質耐性菌については深刻な懸念がある。例えば、メチシリン耐性黄色ブドウ球菌（MRSA）やバンコマイシン耐性腸球菌（VRE）などが挙げられる。
また、好中球前駆細胞に感染するウイルスも好中球減少症の原因となる。好中球に影響を与えるウイルスとしては、風疹とサイトメガロウイルスが挙げられる。体内では正常なレベルの好中球を製造する事が出来るが、場合によっては過剰な数の好中球が破壊されることで好中球減少症になる場合がある。その例を、下記に挙げる。
- 細菌性または真菌性の敗血症
- 壊死性腸炎: 腸や腹膜への移動による循環好中球数の減少
- 自己免疫性新生児好中球減少症: 母体が胎児の好中球に対する抗体を産生
- 遺伝性自己免疫性好中球減少症: 母親が自己免疫性好中球減少症である場合
- 乳児期の自己免疫性好中球減少症: 自己抗原への感作

ビタミンB12、葉酸、銅、またはタンパク質・エネルギー低栄養状態などの栄養不足は、慢性好中球減少症と関連している。しかし、栄養不足は通常、孤発性好中球減少症ではなく、他の細胞株の減少を伴う（二血球減少症または汎血球減少症）。

## 病態生理
好中球減少症の病態は、先天性と後天性に分けられる。先天性好中球減少症（重症型、周期型）は常染色体顕性で、遺伝的理由としてはELA2 遺伝子（好中球エラスターゼ）の変異が最も多いとされている。後天性好中球減少症（免疫関連好中球減少症）は、好中球特異的抗原を標的とする抗好中球抗体が原因で、最終的に好中球の機能が変化する。更に、原因不明の好中球減少症（特発性好中球減少症）は、クレタ島で行われた研究では、骨髄抑制性サイトカインが異常に過剰に産生された軽度の慢性炎症プロセスの結果である可能性が示唆されている。
発熱性好中球減少症は、がんの治療を難しくする。小児の場合、好中球減少症の患者には真菌感染症が発症し易い事が指摘されている。好中球減少症が併発すると、がん治療中の死亡率が高くなる事が示されている。先天性好中球減少症は、血液中の好中球数（好中球絶対数、ANC）が0.5×109/L未満で、小児期の極初期から細菌感染症を繰り返す事で判定される。
先天性好中球減少症は、同種免疫、敗血症、母体高血圧、双胎間輸血症候群、Rh血液型不適合と関連がある。

## 診断
好中球減少症は、がんや感染症だけでなく、ある種の薬剤、環境中の毒素、ビタミンの欠乏、代謝異常など、様々な原因によって引き起こされる。好中球減少自体は稀であるが、化学療法を受けた悪性腫瘍患者や免疫不全患者には臨床的によく見られる（薬剤性好中球減少）。更に、急性好中球減少症は、ウイルス感染から回復した患者やウイルス感染後の患者によく見られる。一方、後天性（特発性）好中球減少症、周期性好中球減少症、自己免疫性好中球減少症、先天性好中球減少症など、より稀で慢性的な好中球減少症の亜型も存在する。
がん化学療法に反応して発症した好中球減少症は、通常、治療後7から14日目に明らかになり、この期間はナディア（最悪値）と呼ばれている。発熱性好中球減少症の存在を示す条件としては、埋込機器、白血病誘発、粘膜・粘膜繊毛・皮膚のバリアの侵害、好中球絶対数の急激な減少、好中球減少症の期間が7から10日以上、患者に存在する他の病気などが挙げられる。
感染症の兆候は繊細な場合がある。発熱は一般的で早期に見られる症状である。時に見落とされるのは、敗血症で見られる低体温の存在である。身体検査と経過観察に際しては、感染部位に焦点を当てる。留置針穿刺部位、皮膚の破壊部位、膿瘻、鼻咽頭、気管支、肺、消化管、皮膚などを評価する。

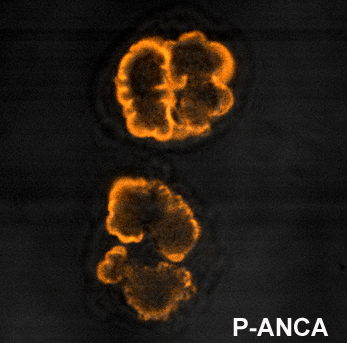
核周囲性抗好中球細胞質抗体

好中球減少症の診断では、全血球算定で好中球数が少ない事が確認される。一般的に、正しい診断を下す為には、他の検査が必要となる。診断が曖昧な場合や重篤な原因が疑われる場合には、骨髄生検が必要になる事がある。骨髄生検では、骨髄前駆細胞の発生が停止している段階など、好中球減少症の原因となる骨髄形成の異常を特定する事が出来る。また、骨髄生検は、慢性好中球減少症の患者（特に、骨髄異形成症候群（MDS）や急性骨髄性白血病（AML）のリスクが高い重症先天性好中球減少症（SCN）の患者）のMDSやAMLの発症を監視する目的でも使用出来る。その他の検査としては、周期性好中球減少症が疑われる場合の連続好中球数測定、抗好中球細胞質抗体検査、自己抗体検査（および全身性エリテマトーデスの検査）、ビタミンB12および葉酸の測定等がある。直腸検査は、血流に細菌が混入するリスクが高く、直腸膿瘍が発生する可能性がある為、通常は実施しない。

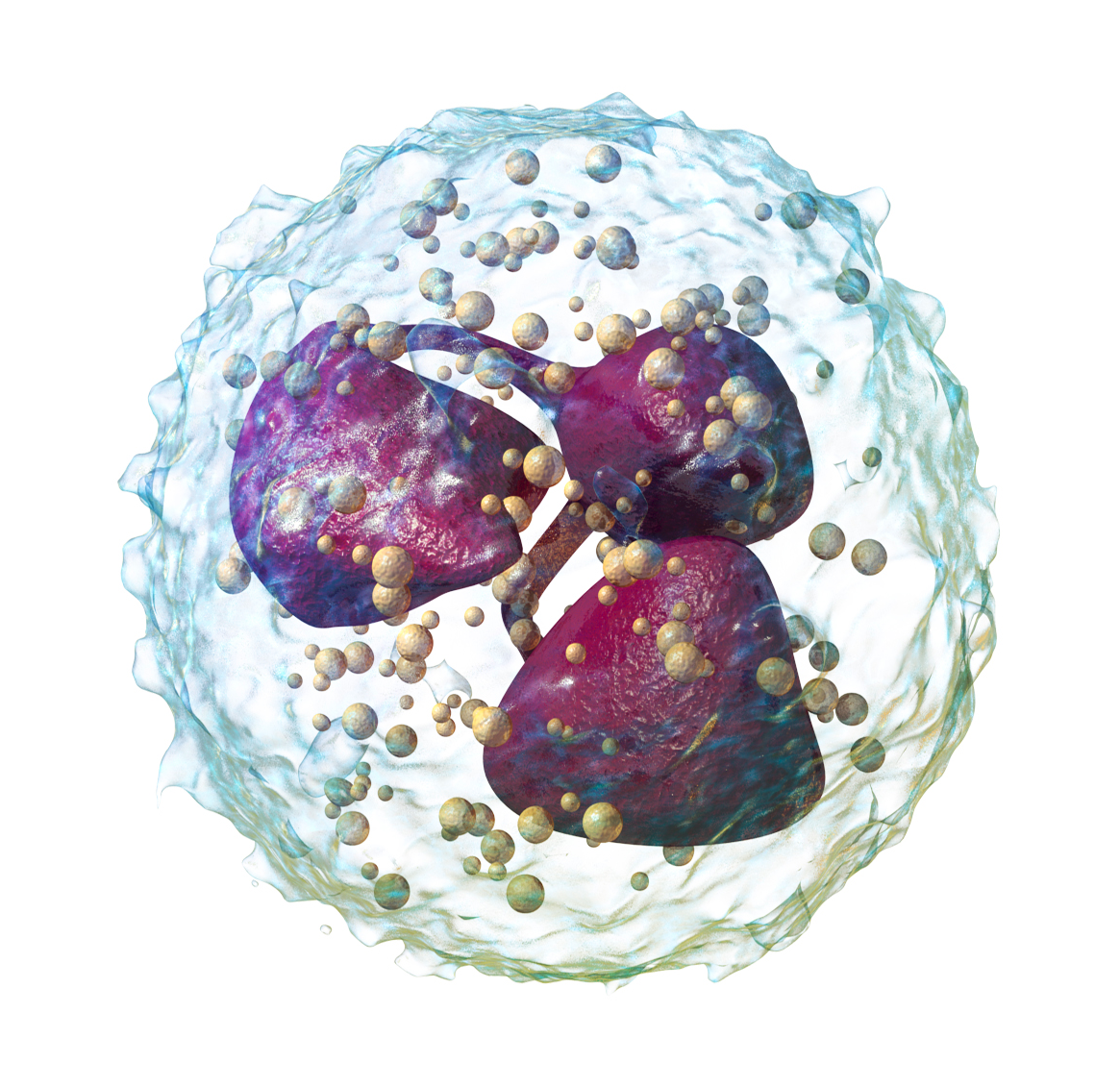
好中球

### 分類
成人における好中球数（ANC）の一般的な基準範囲は、血液1 μLあたり1500 - 8000個である。一般的なガイドラインでは、ANC（単位: 個/µL）に基づいて、好中球減少症の重症度を3段階に分類する。
- 軽度（1000 ≦ ANC < 1500）: 感染症のリスクは最小である。
- 中等度（500 ≦ ANC < 1000）: 中等度の感染症のリスクがある。
- 重度（ANC < 500）: 重篤な感染症リスクがある。

この値は、臨床検査から得るか、以下の計算式により求める。
ANC = {\displaystyle (\%neutrophils+\%bands)\times (WBC) \over (100)}
※ %neutrophils: 好中球存在比（%）、%bands: 桿状核球存在比（%）、WBC: 白血球数（個/µL）
上記とは別に、がん化学療法の副作用評価を目的として米国NCIが定めたCTCAE（Common Terminology Criteria for Adverse Events）では、好中球数減少の重症度を4段階に分類している:26。
- グレード1: 1500 ≦ ANC < 正常下限未満
- グレード2: 1000 ≦ ANC < 1500
- グレード3: 500 ≦ ANC < 1000
- グレード4: ANC < 500

## 治療
発熱と重篤な好中球減少が重なった場合（発熱性好中球減少症）、医療上の緊急事態と見做され、広域抗生物質の投与が必要となる。好中球絶対数が200未満の場合も緊急医療と見做され、ほとんどの場合、入院してすぐに広域抗生物質の投与を開始し、続けて原因菌の耐性パターンに応じた特定の抗生物質を選択する必要がある。
慢性好中球減少症の患者が日和見感染症に罹らないための予防策としては、適切な石鹸と水を使った手指衛生、良好な歯科衛生を維持し、腐葉土、鳥やその他の動物の排泄物等、雑菌の多い高度に汚染された物を避けることが挙げられる。
好中球減少症は、造血成長因子である顆粒球コロニー刺激因子（G-CSF）で治療出来る。これらは体内に自然に存在するサイトカインであり、抗がん剤治療後や慢性的な好中球減少症において、好中球の回復を促進する因子である。フィルグラスチム等の遺伝子組換えG-CSF因子製剤は、重症先天性好中球減少症や周期性好中球減少症などの先天性好中球減少症の患者に有効であるが、好中球数を安定させるために必要な投与量は（個人の状態によって）大きく異なる。食事に関する好中球減少症のガイドラインは現在研究中である。慢性好中球減少症でG-CSFに反応しない患者や、MDSやAMLの発症リスクが高い患者（G-CSFの必要量の増加や、骨髄中の前駆細胞の異常が原因）は、治療として造血幹細胞移植が必要になる事が多い。
新生児好中球減少症のほとんどは一時的なものである。多剤耐性菌の発生を促す可能性があるため、抗生物質の予防は推奨されない。
静脈内免疫グロブリン投与（IVIG）は、自己免疫疾患に起因する好中球減少症の治療に一定の成果を上げており、奏効率は約50%である。輸血は効果がない。
がん治療による好中球減少症の患者には、抗真菌薬を投与することがある。あるコクラン・レビューでは、アムホテリシンBの脂質懸濁製剤は従来のアムホテリシンBよりも副作用が少ないとされているが、最適な環境下で投与した場合に従来のアムホテリシンBよりも特別な利点があるかどうかは明らかではない。別のコクラン・レビューでは、入手可能な試験データがアムホテリシンBに不利に分析していたため、アムホテリシンBとフルコナゾールの効果の差を検出する事が出来なかった。
CDK4/6阻害剤であるトリラシクリブは、化学療法の約30分前に投与することで、化学療法に伴う好中球減少症の発生と、それに伴うG-CSF投与などの介入の必要性を有意に減少させることが3つの臨床試験で示されている。

## 予後
発熱のある好中球数500未満の患者は、治療せずに放置すると、24時間以内に最大70％が死亡する。好中球減少症の予後は、その原因によって異なる。抗生物質は、重度の好中球減少症の予後を改善する。癌の治療を受けた患者の発熱性好中球減少症による死亡率は4 - 30%である。

## 疫学
新生児好中球減少症は、通常、生後間もなく発見され、新生児集中治療室（NICU）に収容される新生児の6 - 8%が罹患する。米国ではNICUで治療を受ける年間約60万人の新生児の内、48,000人が好中球減少症と診断され得る。好中球減少症の発生率は未熟児で高く、早産児の6 - 58%がこの自己免疫疾患と診断されている。好中球減少症の発生率は、出生体重の減少と相関している。この疾患は、体重1000 g未満の児で最大38%、体重2500 g未満の児で13%、体重2500 g以上の正期産の児で3%に見られる。好中球減少症は多くの場合一時的で、生後数日で回復するが、他の新生児では重症化、慢性化し、自然免疫力の低下を示す。
さらに、一般人に慢性的な好中球減少症が見られることは稀である。デンマークで行われた研究では、37万人以上の人々について好中球減少症の有無を評価した。その結果、好中球減少症は評価対象者のわずか1%であり、HIV、ウイルス感染症、急性白血病、骨髄異形成症候群等の患者によく見られると発表された。この研究では、好中球減少症の存在は不吉な兆候であり、さらなる調査とフォローアップが必要であると結論づけている。